# Izumrudne
Izumrudne (ukr. Ізумрудне, ros. Ізумрудное, Izumrudnoje) – wieś na Ukrainie, w Autonomicznej Republice Krymu (de iure stanowiącej integralną część państwa ukraińskiego, w 2014 anektowanej przez Rosję i odtąd funkcjonującej jako Republika Krymu), w rejonie dżankojskim. W 2001 liczyła 1960 mieszkańców, wśród których 249 wskazało jako ojczysty język ukraiński, 1575 rosyjski, 106 krymskotatarski, 3 mołdawski, 1 bułgarski, 13 białoruski, a 13 inny. Według spisu ludności przeprowadzonego przez okupacyjne władze rosyjskie populacja wsi w 2014 wynosiła 1905 osób.